# Dulcián

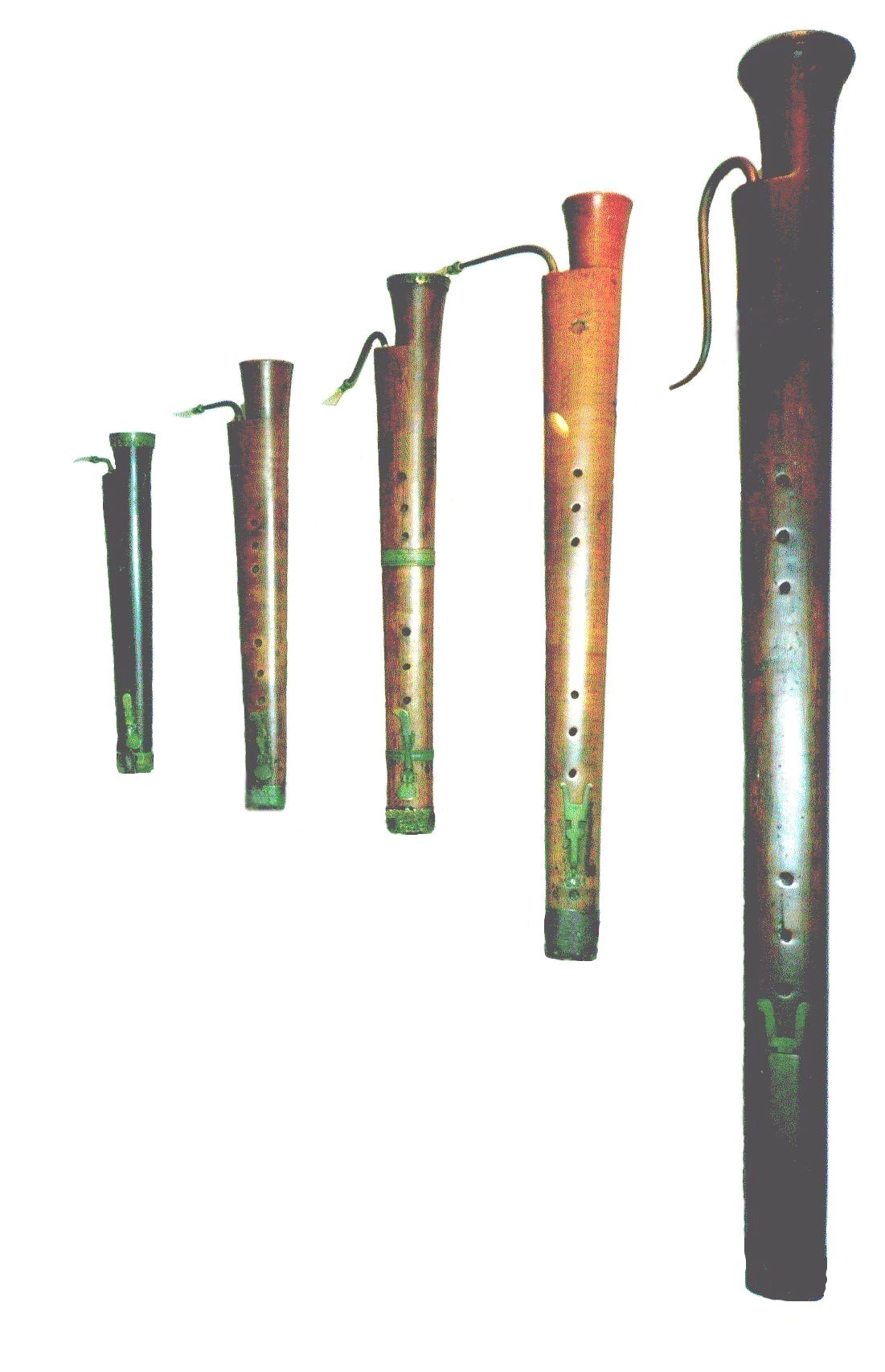
A dulcián hangszercsalád néhány tagja

A dulcián (latin dulcis = 'édes'; még douçaine, Dulzian, bajón, fagotto) a mai fagott reneszánsz kori elődje, a nádnyelves hangszerek családjába tartozó fúvós hangszer. A fagotthoz hasonlóan kettős nádsíppal szólaltatják meg, és szűk U alakban kétrét hajtott kónikus furata van, a nádnyelves fúvóka ugyanúgy hajlított fémcsővel csatlakozik a hangszerhez. A nádfúvóka az ebben a korszakban gyakran alkalmazott szélsapka és piruett (ajaktámasz) nélküli. A fagottól eltérően a lefelé és felfelé haladó csőszakasz ugyanabba a fatömbbe van fúrva, és esetenként külön darabból készült hangtölcsér illeszkedik a végéhez. 
A késő középkori mély hangú, nagyon hosszú testű, és ezért nehezen kezelhető pommerek szerepét vette át, virágkorát 1550 és 1700 között élte, majd fokozatosan átadta helyét a barokk fagottnak. Kora egyik legsokoldalúbb hangszere volt, elég harsány tudott lenni ahhoz, hogy utcai zenekarokban szerepeljen, de a kamarazene igényeinek is megfelelt, az egyházi zenében pedig a kórusok basszus szólamát erősítette. 
A dulcián hangszercsalád tagjai Michael Praetorius szerint:
- diszkant
- alt
- tenor
- basszus (Choristfagott)
- kvart-, kvintfagott
- fagottcontra